# Guy Duijck
Guillaume Christian Désiré „Guy“ Duijck (* 28. April 1927 in Gent; † 26. Juli 2008) war ein belgischer Komponist, Dozent, Oboist und Dirigent.

## Leben
Seine Studien absolvierte er nahezu alle am Königlichen Konservatorium in Gent, Belgien. Er studierte dort Oboe, Englischhorn, Kammermusik, Harmonielehre, Musikgeschichte und Kontrapunkt. Das Studium der Fuge erfolgte während eines 9-jährigen Aufenthaltes in Deutschland parallel am Konservatorium in Lüttich bei Josef Leroy. Zur gleichen Zeit belegte er noch einen Kompositionskurs bei Francis de Bourgignon.
1947 wurde er als Solo-Oboist für die Muziekkapel van de Zeemacht in Oostende verpflichtet. Zeitgleich war er Oboist an der Koninklijke Muntschouwburg (Oper) in Gent. Ferner war er Dozent am Königlichen Konservatorium in Gent. 1948 berief ihn das Konservatorium in Brugge zum Dozenten für Oboe. 1951 wurde er Dirigent des Blasorchesters der 1. Infanteriebrigade, das in Deutschland stationiert war. Im Jahr 1960 wurde folgte er Jos Hanniken als Dirigent der Muziekkapel van de Zeemacht in Oostende. 1963 wurde er Direktor der Städtischen Musikakademie in Ronse, Belgien und 1968 Direktor des Konservatoriums von Brugge.
Für seine Kompositionen erhielt er zahlreiche internationale und nationale Preise und Auszeichnungen.

## Werke

### Werke für Orchester
| - 1954 Abendblumen (Avondbloemen) für Bariton und Orchester - 1954 In het Atrium der Vestalinen für Mezzosopran und Orchester - 1955 Caprice für Oboe und Orchester - 1955 Wijding aan mijn Vader für Mezzosopran und Orchester - 1957 Butleia Rhapsodisches Capriccio für Kammerorchester | - 1966 Concerto für Oboe und Streichorchester - 1966 Weihnachtsmelodie (Kerstmelodie) für Streicher - Introduktie en dans für Alt-Saxophon und Orchester - Romance für Oboe und Orchester |

### Werke für Blasorchester
| - 1954 Concertsuite 1. Gewild – Allegro vivo 2. Zomernacht 3. Volksfest - 1955 Suite in oude Stijl opus 9 1. Prelude 2. Menuet 3. Koraal 4. Rigaudon - 1956 Bagatelle - 1956 Symfonisch allegro - 1958 Zomergemse Butleia Ouverture - 1959 Vier Kontrasten Studien für Blasorchester 1. Sonnerie 2. Badinerie 3. Habanera 4. Danserie - 1961 Herfstouverture - 1962 Genoveva Symphonische Dichtung 1. Largo 2. Allegro agitato 3. Largo - 1964 Drie Aquarellen 1. Spelend kind 2. Landschutz 3. De danseres - 1966 Prélude voor een festival - 1969 Berdorfersuite 1. Pavillon Louis XV – allegretto 2. L'Orangerie – larghetto 3. Schiessentümpel – scherzo 4. Adlerhorst (Arendsnest) 5. Hohllay - 1969 Navy Rhapsodie - 1970 Thalassa-suite 1. Sea Interlude 2. Ran 3. Äegir - 1971 April Suite 1. April 2. Eton 3. Prom 4. Ips | - 1971 Pavane en Gaillarde - 1971 Springtime Ouverture - 1972 De Vlaamse Ardennen – Les Ardennes Flamande – Symphonie in drei Sätzen 1. Dageraad 2. Middagrust 3. Avondfeest - 1973 Atlantis opus 65 - 1975 FAIR Suite in 4 Sätzen 1. Filip 2. Ann 3. Ingrid 4. Rita - 1976 Introduction and Dance - 1977 To a Princess - 1977 Youth Band Suite - 1978 Fiesta in Magaluf 1. Toreadors – Allegretto – Allegro 2. Tango 3. Czardas 4. Polonaise - 1979 Valery, the rich Girl für Brass-Band - 1988 Holiday Suite 1. In the mountains 2. On the Beach 3. On the Road - Äegir Symphonische Impression - Golden Memories 1. Adagio 2. Romanza 3. Allegro giusto - Scaldiana (Avond over de Schelde) 1. De Schelde – Levensader (Jos Hanniken) 2. Avond over de Schelde (Guy Duijck) 3. De Schelde te Antwerpen (Jos Moerenhout) - Symfonisch Allegro |